# ジリリ キテル
「ジリリ キテル」は、Berryz工房の10枚目のシングル。2006年3月29日にアップフロントワークス（PICCOLO TOWNレーベル）から発売された。

## 概要
- イントロと間奏で、ショパンの「革命のエチュード」[2]（著作権は消滅済み）の主題が使われている。

## 収録曲
全作詞・作曲：つんく
1. ジリリ キテル [3:46]
編曲：湯浅公一
2. 図書室待機 [3:41]
編曲：AKIRA
3. ジリリ キテル (Instrumental) [3:46]

## 参加ミュージシャン
ジリリ キテル
- プログラミング&ギター：湯浅公一
- ギター：柴崎浩
- コーラス：稲葉貴子・竹内浩明

図書室待機
- プログラミング&コーラス：AKIRA

## カバー
ジリリ キテル
- つばきファクトリー - アルバム『first bloom』初回生産限定盤B DISC2に収録。